# Oxilus elegans
Oxilus elegans är en skalbaggsart som först beskrevs av Leon Fairmaire 1887.  Oxilus elegans ingår i släktet Oxilus och familjen långhorningar.
Artens utbredningsområde är:
- Djibouti.
- Zimbabwe.

Inga underarter finns listade i Catalogue of Life.